# La luna (Patty Pravo)
La luna è un singolo della cantante italiana Patty Pravo, pubblicato ufficialmente il 15 giugno 2012 solo su iTunes. È stato composto da Vasco Rossi (presente nei cori) e Gaetano Curreri.
Il brano, inizialmente pensato per la voce di Fiorella Mannoia, era stato intonato da Vasco Rossi già il 7 febbraio dello stesso anno durante un'intervista a Red Ronnie, e pubblicato il 9 giugno in anteprima sul profilo ufficiale Facebook dell'autore.